# Felice Hermans
Felice Hermans (Maastricht, 24 juli 1996) is een voetbalspeelster uit Nederland. Ze speelt als verdediger voor FC Utrecht.

## Carrière
Hermans speelde in de jeugd bij VV Scharn, CTO Amsterdam en Wartburgia. Vervolgens tekende ze een contract bij Telstar. In 2022 keerde Telstar terug in de Vrouwen Eredivisie en ging Hermans deel uitmaken van het eredivisieteam van de Witte Leeuwinnen. 
Op 18 september 2023 maakte Hermans haar debuut voor Telstar in de Vrouwen Eredivisie in een uitwedstrijd tegen ADO Den Haag door in de basis te starten. In een uitwedstrijd tegen Excelsior wist Hermans haar eerste doelpunt in de Vrouwen Eredivisie te maken.
In de zomer van 2023 verlengde Hermans haar contract tot medio 2024. Sinds het seizoen 2023/24 is Hermans aanvoerder van de Witte Leeuwinnen.
In een thuiswedstrijd tegen Ajax op 2 februari 2024 scheurde Hermans haar voorste kruisband af waarna een lange revalidatieperiode volgde. In een thuiswedstrijd tegen Feyenoord maakte ze haar rentree. Eind juni 2025 stapte ze over naar competitiegenoot FC Utrecht.

## Statistieken
| Seizoen | Club    | Competitie | Competitie | Competitie | Beker | Beker | Overig | Overig | Totaal | Totaal |
| Seizoen | Club    | Competitie | Wed.       | Dlp.       | Wed.  | Dlp.  | Wed.   | Dlp.   | Wed.   | Dlp.   |
| ------- | ------- | ---------- | ---------- | ---------- | ----- | ----- | ------ | ------ | ------ | ------ |
| 2022/23 | Telstar | Eredivisie | 19         | 1          | 1     | 0     | 0      | 0      | 20     | 1      |
| 2023/24 | Telstar | Eredivisie | 14         | 1          | 0     | 0     | 0      | 0      | 14     | 1      |
| 2024/25 | Telstar | Eredivisie | 7          | 0          | 0     | 0     | 0      | 0      | 7      | 0      |
| Totaal  | Totaal  | Totaal     | 40         | 2          | 1     | 0     | 0      | 0      | 41     | 2      |

Bijgewerkt t/m 26 juni 2025.